# アドミラルティ造船所

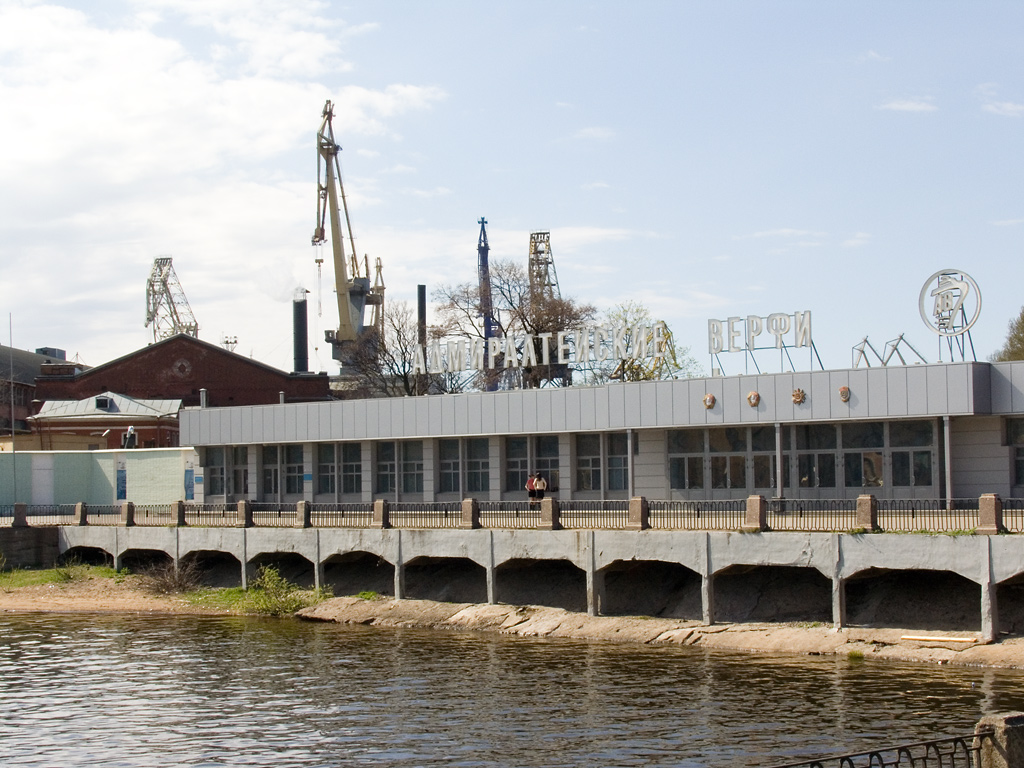
アドミラルティ造船所

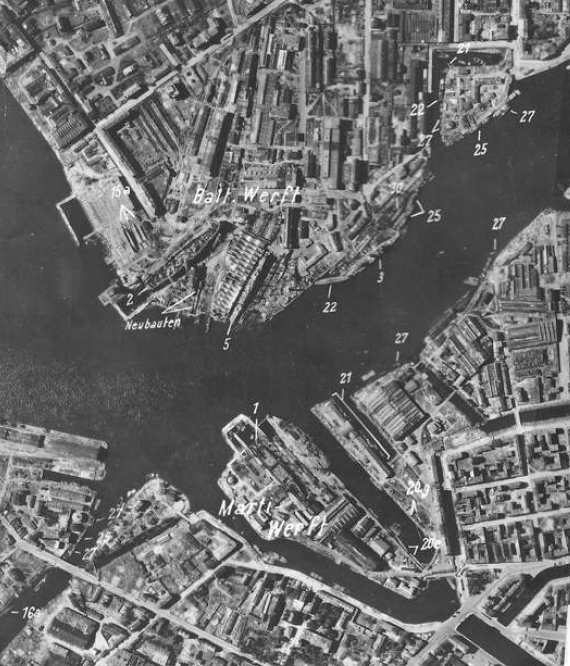
ドイツ国防軍の写真（1941年）で、右上から左へ流れるネヴァ川の上（右岸）がバルチック造船所で、下（左岸）がアドミラルティ造船所

アドミラルティ造船所（アドミラルティぞうせんじょ、ロシア語: Адмиралтейские верфи、英語: Admiralty Shipyard）はロシア第二の都市サンクトペテルブルクにある造船所である。ロシアで最も歴史のある造船所で、フィンランド湾に面している。ネヴァ川向かいのバルチック造船所と共にロシア最大の造船所でもある。海軍向けに原子力潜水艦、ディーゼル潜水艦などを建造している。

## 概要
アドミラルティ造船所は大北方戦争中の1704年にピョートル大帝によって旧アドミラルティ （海軍省本部）の裏の空き地に「ガレー船造船所」（Galley Yard）という名称で設立された。その後1800年には「新アドミラルティ造船所」（New Admiralty Yard）になるなど名称はさまざまに変わったが、2001年に国立企業の「連邦国営単一企業アドミラルティ埠頭」（Federal State Unitary Enterprise "Admiralty Wharves"）となり、2008年には統一造船会社の下で、「OAOアドミラルティ埠頭」（OAO "Admiralty Wharves"）になった。
造船所創設から1917年までに、1000隻の船舶を建造した。その中には137隻の大型軍艦、700隻の帆船およびオール漕ぎ中小型船舶、100隻の鉄製船舶（戦艦25隻、巡洋艦8隻を含む）が含まれる。1917年ロシア革命を先導した防護巡洋艦「オーロラ」もこの造船所で建造されている。
20世紀に入ると主に戦艦、潜水艦、巡洋艦の建造を行った。1959年には世界最初の原子力砕氷船「レーニン」を進水している。1990年代に入ると石油タンカーの建造にも取り組み、ルクオイル用に5隻建造している。
1966年にヴィクターI型攻撃型原子力潜水艦を建造したのに続き、同II型、同III型を建造した。またアルファ型攻撃型原子力潜水艦も建造している。1973年から1998年までの間に、アドミラルティ造船所では原子力潜水艦41隻を含む潜水艦298隻、潜水艇68隻を建造している。
現在も通常動力型潜水艦の建造は続いており、キロ型潜水艦、ラーダ型潜水艦を建造している。1992年にはイランがキロ型潜水艦2隻を購入している。ラーダ型潜水艦の輸出モデルであるアムール型潜水艦は、2019年3月現在で発注がなく建造されていない。
コンスル型潜水艇と呼ばれる深海探査艇も建造しており、潜航深度6000メートル、航続時間10時間で、深海底から200キログラムまでの試料を回収することができる。潜水船の建造比率は造船所全体の70パーセントを占めるといわれている。
日刊全国紙『コメルサント』（2009年4月）によると、ベトナム向けにキロ型潜水艦6隻を建造する予定という。2009年から2010年にはアルジェリア向けにキロ型潜水艦2隻を建造する予定であった。ベトナム向け6隻は2017年に最後の2隻が引き渡された他、アルジェリア向けは改キロ級4隻を追加受注して2019年に就役させた。
フランス政府との合意でロシア海軍がミストラル級強襲揚陸艦の同型艦を導入することになり、ネヴァ湾上のコトリン島に新設した造船所で2014年から建造に入る予定だったが、2014年ウクライナ騒乱の影響でフランスで建造されたミストラル級2隻の引き渡しが中止になった。このためミストラル級の導入そのものが白紙になり、新造船所ではばら積み貨物船と大型戦闘艦を建造することになった。
商用船施設では、1950年代中ごろから商船、砕氷船、大型救難艇、漁船、ドライドックなどを建造している。船舶以外では、当造船所の鋳物工場が宮殿広場の「アレクサンドルの円柱」の上部にある天使像、聖イサアク大聖堂の大屋根、様々な運河にかかる橋などを作っている。

## 参照項目
- バルチック艦隊
- バルチック造船所
- アレクサンダー・オブホフ (工船)